# Kerivoula myrella
Kerivoula myrella là một loài động vật có vú trong họ Dơi muỗi, bộ Dơi. Loài này được Thomas mô tả năm 1914.